# Triaina makridonte
Triaina makridonte är en kräftdjursart som beskrevs av Just 2009. Triaina makridonte ingår i släktet Triaina och familjen Janirellidae. Inga underarter finns listade i Catalogue of Life.